# Rathmines Athletic
Der Rathmines Athletic Football Club war ein irischer Fußballverein aus Dublin.

## Geschichte
Über die Gründung und Auflösung des Vereins ist nichts bekannt. Im Jahre 1922 wurde der Verein unter anderem zusammen mit dem heutigen irischen Rekordmeister Shamrock Rovers in die erstklassige League of Ireland aufgenommen. In der Saison 1922/23 wurde die Mannschaft abgeschlagener Tabellenletzter. Bereits vor dem letzten Spieltag zog der Verein die Mannschaft aus der Liga zurück und das noch fehlende Spiel gegen Dublin United wurde für die Gäste als Sieg gewertet. 
Der Verein nahm einmal an irischen Pokalwettbewerb teil und sollte in der Saison 1922/23 in der ersten Runde beim Fordsons FC spielen. Rathmines Athletic trat allerdings nicht an.